# Математическа физика
Математическата физика е научна дисциплина, която в основата си е приложение на математически методи за решаване на физични проблеми и формулиране на физични теории.
Тя е раздел както на математиката, така и на физиката и изучава частни диференциални уравнения, често срещащи се и в теоретичната физика като например уравнението на топлопроводността. Теорията на частните диференциални уравнения и свързаните с нея Фурие анализ и векторен анализ са най-тясно свързани с математическата физика през периода 1890 – 1930. Приложенията им във физиката са в областта на хидродинамиката, акустиката, термодинамиката, електромагнетизма и аеродинамиката.
Теорията на спектроскопията и квантовата механика са разработени почти едновременно с линейната алгебра и функционалния анализ, които също са част от математическата физика.
Специалната теория на относителността, общата теория на относителността и квантовата теория на полето способстват за развитие на теория на групите, диференциалната геометрия и топологията. Следва построяването на „обобщаващи“ теории на елементарните частици, които обикновено се формулират в многомерно пространство с помощта на струни, суперсиметрия и теория на вероятностите.